# جبريل غيفورد
جبريل غيفورد (بالفرنسية: Gabriel Gifford)‏ هو قسيس فرنسي، ولد في 1554 في هامبشير في المملكة المتحدة، وتوفي في 11 أبريل 1629.